# Augustin Bata
Pour les articles homonymes, voir Bata.
Augustin Bata, né le 22 mai 1980 à Aubervilliers, est un taekwondoïste français. Il évolue dans les catégories de poids -87 kg et -80 kg (olympique).

## Biographie
Né de parents camerounais, Augustin commence le taekwondo en septembre 1995 et obtient son 1er dan en mai 1998.
Il émigre en Angleterre de 1998 à 1999 pour se lancer dans la vie active.
De retour en France en 2000, il reprend les entrainements au Saint-Denis Union Sports.
En juillet 2001, il intègre l'équipe de France pour l'open de Corée.
Après 3 saisons en finale des championnats de France il obtient son premier sacre en janvier 2005 ainsi que sa 1re sélection pour les championnats du monde de Madrid.
En 2006 il est finaliste de la coupe du monde à Bangkok, et obtient aussi le bronze avec son équipe.
En 2009 il est le premier et reste encore le seul Français à obtenir la première place au classement Mondial de la WTF dans sa catégorie de poids des -87 kg
Ancien pensionnaire de l'INSEP, il constituera ce qu'il appelle le « noyau dur » de son équipe composée du préparateur physique Ludovic Loupil et de l'entraîneur Ibrahima Sylla (Papis).

## Clubs
- S.D.U.S[1].
- Taekwondo AZUR SPORT[2]

## Palmarès

### Coupe du monde
- Deuxième en 2006 à Bangkok.
- Troisième en 2006 par équipe à Bangkok.

### Coupe du monde francophone
- Troisième en 2005 à Niamey.
- Vainqueur en 2003 à Rabat.

### Coupe méditerranéenne
- Vainqueur en 2009 à Rabat.

### Championnats d'Europe
- Vice-champion en 2012 à Manchester.
- Vice-champion en 2010 à Saint-Pétersbourg.

### Championnats de France
- Troisième en 2013 à Lyon, Élite.
- Champion en 2012 à Calais, Élite.
- Vice-champion en 2011 à Strasbourg, Elite.
- Champion en 2010 à Lyon, Élite.
- Champion en 2009 à Lyon, Élite.
- Vice-champion en 2008 à Lyon,Élite.
- Vice-champion en 2007 à Lyon,Élite.
- Champion en 2006 à Paris, Élite.
- Champion  en 2005 à Paris, Élite.
- Vice-champion en 2003 à Paris, Élite.
- Vice-champion en 2002 à Paris, Élite.
- Vice-champion  en 2001 à Lyon, en Nationale 2.

### Coupe de France
- Troisième en 2009 à Paris, en catégorie -80 kg.
- Vainqueur en 2004 à Paris, en catégorie -80 kg.
- Troisième en 2003 à Paris, en catégorie -80 kg.
- Troisième en 2002 à Paris, en catégorie -80 kg.
- Vainqueur en 2001 à Paris, en catégorie -80 kg.
- Troisième en 2000 à Paris, en catégorie -80 kg.

### Open internationaux
- Vainqueur en 2013 à Las Vegas, en catégorie -87 kg.
- Troisième en 2013 à Toronto, en catégorie -80 kg.
- Troisième en 2013 à Eindhoven, en catégorie -87 kg.
- Deuxième en 2012 à Alicante, en catégorie -80 kg.
- Vainqueur en 2009 à Alicante, en catégorie -87 kg.
- Troisième en 2007 à Eindhoven, en catégorie -78 kg.
- Troisième en 2004 à Herentals, en catégorie -78 kg.
- Troisième en 2003 à Izmir, en catégorie -78 kg.
- Deuxième en 2003 à Herentals, en catégorie -78 kg.